# Peucetia striata
Peucetia striata là một loài nhện trong họ Oxyopidae.
Loài này thuộc chi Peucetia. Peucetia striata được Ferdinand Karsch miêu tả năm 1878.